# إلف آكيتاين
إلف آكيتاين (Elf Aquitaine) هي علامة تجارية فرنسية للزيوت ومنتجات المحركات الأخرى (مثل سوائل الفرامل ) للسيارات والشاحنات. شركة "إلف" هي شركة بترول سابقة اندمجت مع شركة "توتال فينا" لتشكيل "توتال فينا إلف". وقد قامت الشركة الجديدة بتغيير اسمها إلى توتال في عام 2003 وإلى توتال إنرجيز في عام 2021. لقد أصبحت إلف علامة تجارية رئيسية لشركة توتال إنرجيز منذ ذلك الحين.

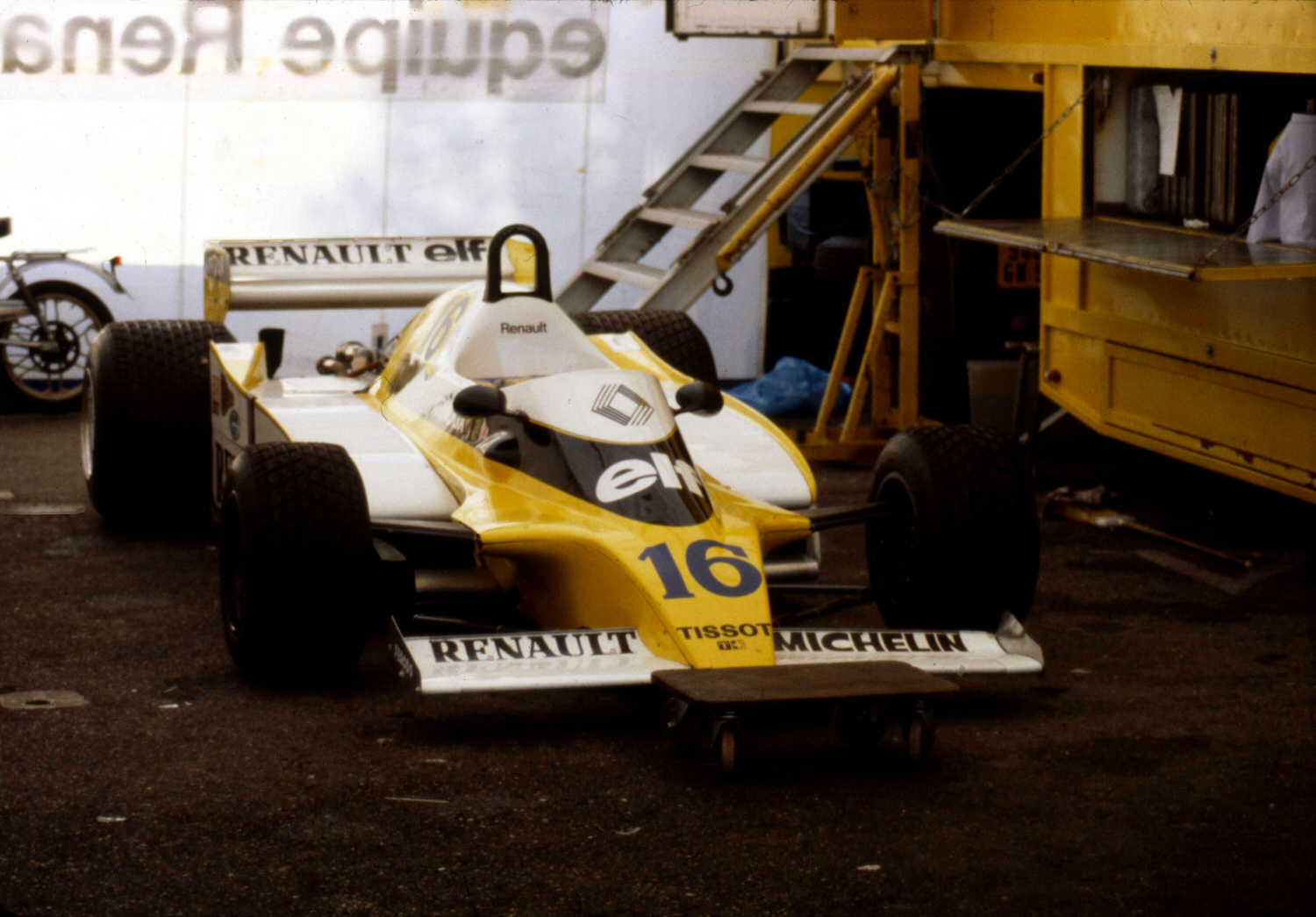
سيارة رينو RS10 للفورمولا واحد في عام 1979

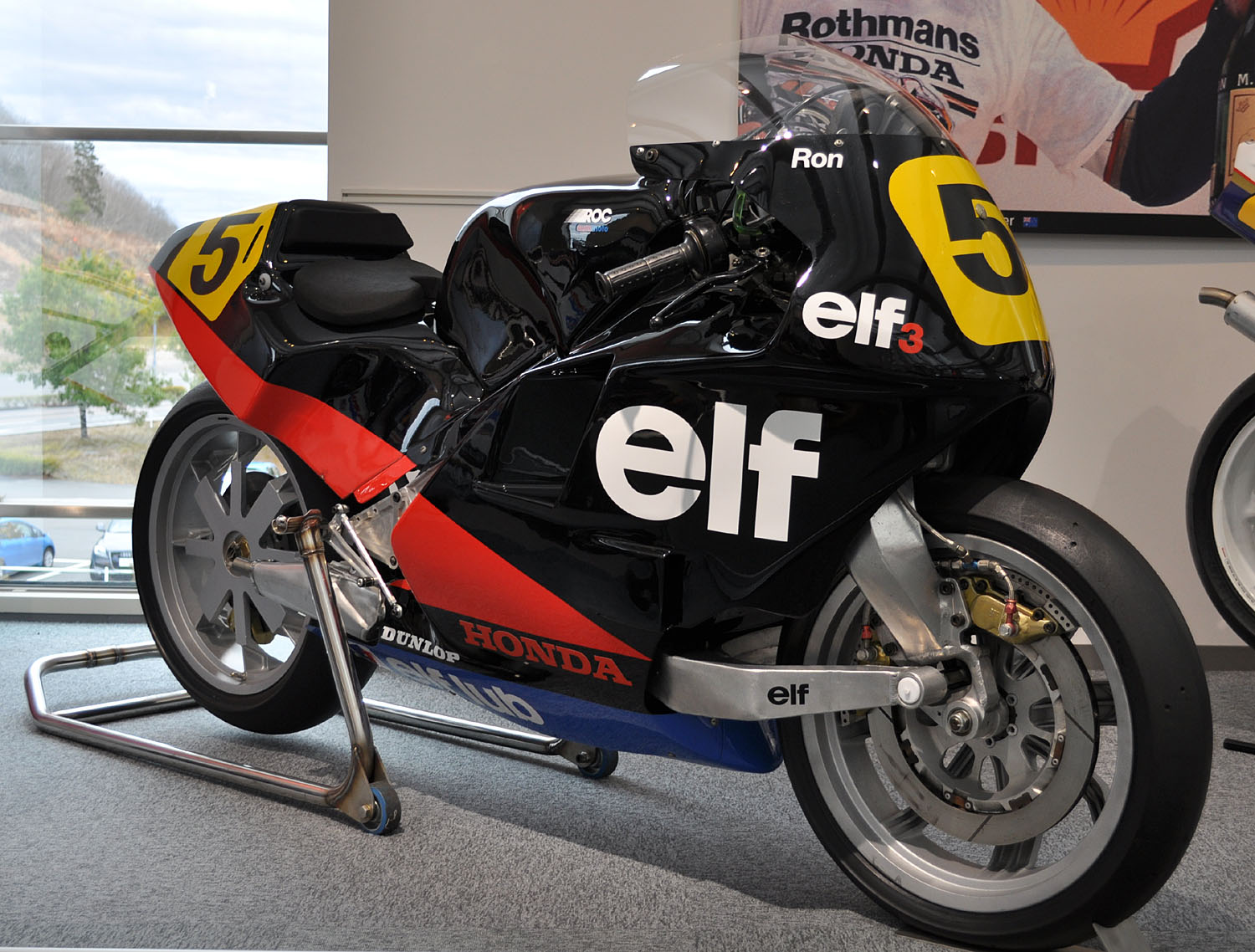
إلف هونداHRC دراجة سباق 500 سي سي الجائزة الكبرى من منتصف الثمانينيات

## أنظر أيضًا
- André Tarallo
- List of largest mergers and acquisitions
- Angolagate
- Roland Dumas
- Subsidiaries and affiliates of TotalEnergies

## روابط خارجية
- الموقع الرسمي